# يوسف سحيري
بشير يوسف سحيري (21 يناير 1985 الأغواط، الجزائر) هو ممثل ووزير جزائري.
كاتب الدولة لدى وزيرة الثقافة والفنون، مكلفا بالصناعة السينماتوغرافية والإنتاج الثقافي في حكومة جراد الثانية منذ 2 يناير 2020

## حياته
ولد في الاغواط يوم 21 يونيو 1985. وتخرج من المهعد العالي لفنون العرض والسمعي البصري. بدأ ممارسة المسرح في التاسعة من عمره. مهندس دولة في الإلكترونيك تخصص أجهزة سنة 2011. فاز بجائزة أفضل ممثل في ختام فعاليات مهرجان مكناس الدولي للفيلم العربي، عن دوره في فيلم دم الذئاب.
شارك في الحراك الشعبي وأصبح وزيرا مكلفا بالصناعات السينيماتوغرافية.

## الأعمال

### افلام
| السنة | اسم الفيلم         | الدور                | نوع الفيلم |
| ----- | ------------------ | -------------------- | ---------- |
| 2013  | ايام الرماد        | امير                 | دراما      |
| 2014  | نحن لسنا ابطال     | مجيد                 | تاريخي     |
| 2015  | العقيد لطفي        | العقيد لطفي          | تاريخي     |
| 2016  | ابن باديس          | عبد الحميد ابن باديس | تاريخي     |
| 2017  | نقطة صفر           | صديق ازازيل          | قصير       |
| 2017  | اسوار القلعة السبع |                      | حرب        |
| 2017  | العشيق             | عبيد                 | تاريخي     |
| 2019  | دم الذئاب          | خالد                 | غموض       |

### مسلسلات
| السنة | اسم المسلسل     | الدور | نوع الفيلم |
| ----- | --------------- | ----- | ---------- |
| 2013  | اسرار الماضي    | يوسف  | دراما      |
| 2016  | قلوب تحت الرماد | ياسين | دراما      |
| 2018  | لالة زينب       | جلال  | دراما      |
| 2019  | اولاد الحلال    | زينو  | دراما      |
| 2021  | ليام            | آدم   | دراما      |
| 2022  | الفوندو 2       | عيسى  | دراما      |
| 2023  | حداش حداش       | لؤي   | دراما      |
| 2023  | الإختيار الأول  | طارق  | دراما      |

## جوائز
- أحسن ممثل في مهرجان مكناس للفيلم العربي[8]

## روابط خارجية
- صفحة في موقع أي ام دي بي.[9]